# Pierre Yver
Pierre Yver (ur. 23 lipca 1947 roku w Saint-Lô) – francuski kierowca wyścigowy.

## Kariera
Yver rozpoczął karierę w międzynarodowych wyścigach samochodowych w 1973 roku od startów we Francuskiej Formule Renault. Z dorobkiem szesnastu punktów uplasował się tam na szesnastej pozycji w klasyfikacji generalnej. W późniejszych latach Francuz pojawiał się także w stawce World Challenge for Endurance Drivers, World Championship for Drivers and Makes, FIA World Endurance Championship, World Sports-Prototype Championship, 24-godzinnego wyścigu Le Mans, Sportscar World Championship, Francuskiego Pucharu Porsche Carrera, Global GT Championship oraz Racecar Euro-Series.

## Wyniki w 24h Le Mans
| Rok  | Zespół                            | Partnerzy                          | Samochód        | Klasa | Okr. | Poz. | Klasa Pos. |
| ---- | --------------------------------- | ---------------------------------- | --------------- | ----- | ---- | ---- | ---------- |
| 1998 | Larbre Compétition                | Jean-Luc Chéreau Patrice Goueslard | Porsche 911 GT2 | GT    | 240  | 23   | 9          |
| 1999 | Chéreau Sports Larbre Compétition | Jean-Luc Chéreau Patrice Goueslard | Porsche 911 GT2 | GT    | 240  | NS   | NS         |